# Nash Twin Ignition Eight
La Twin Ignition Eight è un'autovettura prodotta dalla Nash Motors nel 1930.

## Storia
Il telaio era disponibile con due passi, 3.150 mm e 3.378 mm.
Il modello aveva installato un motore a otto cilindri in linea a doppia accensione (da cui il nome) da 4.893 cm³ di cilindrata avente un alesaggio di 82,6 mm e una corsa di 114,3 mm, che erogava 100 CV di potenza. La frizione era monodisco a secco, mentre il cambio era a tre rapporti. La trazione era posteriore. I freni erano meccanici sulle quattro ruote.
Fu sostituita nel 1931 dalla 890. 